# Загорці (Юршинці)
Загорці (словен. Zagorci) — поселення в общині Юршинці, Подравський регіон‎, Словенія.